# Cantó de Villerupt
El cantó de Villerupt és un cantó francès del departament de Meurthe i Mosel·la, situat al districte de Briey. Té 12 municipis i el cap és Villerupt.

## Municipis
- Baslieux
- Bazailles
- Boismont
- Bréhain-la-Ville
- Fillières
- Laix
- Morfontaine
- Thil
- Tiercelet
- Ville-au-Montois
- Villers-la-Montagne
- Villerupt

## Història
| Data d'elecció                           | Identitat     | Partit | Qualitat |
| ---------------------------------------- | ------------- | ------ | -------- |
| 1973-1985                                | Antoine Porcu | PCF    |          |
| 1985-                                    | Alain Casoni  | PCF    |          |
| les dades anteriors no són pas conegudes |               |        |          |
|                                          |               |        |          |

## Demografia
| A partir de 1990: Població sense dobles comptes |